# Näs församling, Visby stift
Näs församling var en församling i Visby stift. Församlingen uppgick 2010 i Havdhems församling.
Församlingskyrka var Näs kyrka.

## Administrativ historik
Församlingen har medeltida ursprung. Församlingen har till 1962 varit annexförsamling i pastoratet Havdhem och Näs som 1940 utökades med Grötlingbo och Fide. Från 1962 till 2010 var församlingen annexförsamling i pastoratet Havdhem, Näs, Grötlingbo, Eke, Hablingbo och Silte. År 2010 uppgick församlingen med övriga församlingar i pastoratet i Havdhems församling.
Församlingskod var 098087.